# Galaxea astreata
Galaxea astreata är en korallart som först beskrevs av Jean-Baptiste Lamarck 1816.  Galaxea astreata ingår i släktet Galaxea och familjen Oculinidae. IUCN kategoriserar arten globalt som sårbar. Inga underarter finns listade i Catalogue of Life.